# Enosis Neon Paralimni
Enosis Neon Paralimni je kyperský fotbalový klub z Paralimni. Klub byl založen v roce 1936 a svoje domácí utkání hraje na stadionu Paralimni s kapacitou 5 800 diváků.

## Trenéři
- Svatopluk Pluskal (1971–1978), (1983–1985)
- Slobodan Vučeković (1993–1996)
- Angel Kolev (1998–1999)
- Nenad Starovlah (1999–2000)
- Eli Guttman (2004–2006)
- Nir Klinger (červenec 2006–září 2007)
- Marios Constantinou (2007–2008)
- Eduard Eranosjan (2008)
- Antonis Kleftis , Adamos Adamou (2008–2009)
- Čedomir Janevski (červen 2009–leden 2011)
- Nikodemos Papavasiliou (leden 2011–leden 2012)
- Nir Klinger (leden 2012–duben 12)
- Marios Karas (duben 2012–květen 2012)
- Zouvanis Zouvani (květen 2012–říjen 12)
- Ton Caanen (říjen 2012–červen 2013)